# ルーミーナ
ルーミーナ(Rumina)は、ローマ神話における子供に乳を飲ませる母を保護する女神である。日本語では長母音を省略してルミナとも呼ぶ。
ルーミーナの聖所附近にあるイチジクの樹下で、ロームルスとレムスが牝狼から授乳された。